# Randulanang
Randulanang is een bestuurslaag in het regentschap Klaten van de provincie Midden-Java, Indonesië. Randulanang telt 2854 inwoners (volkstelling 2010).